# Schleusenwärterhaus Schleuse 70 (Nürnberg)

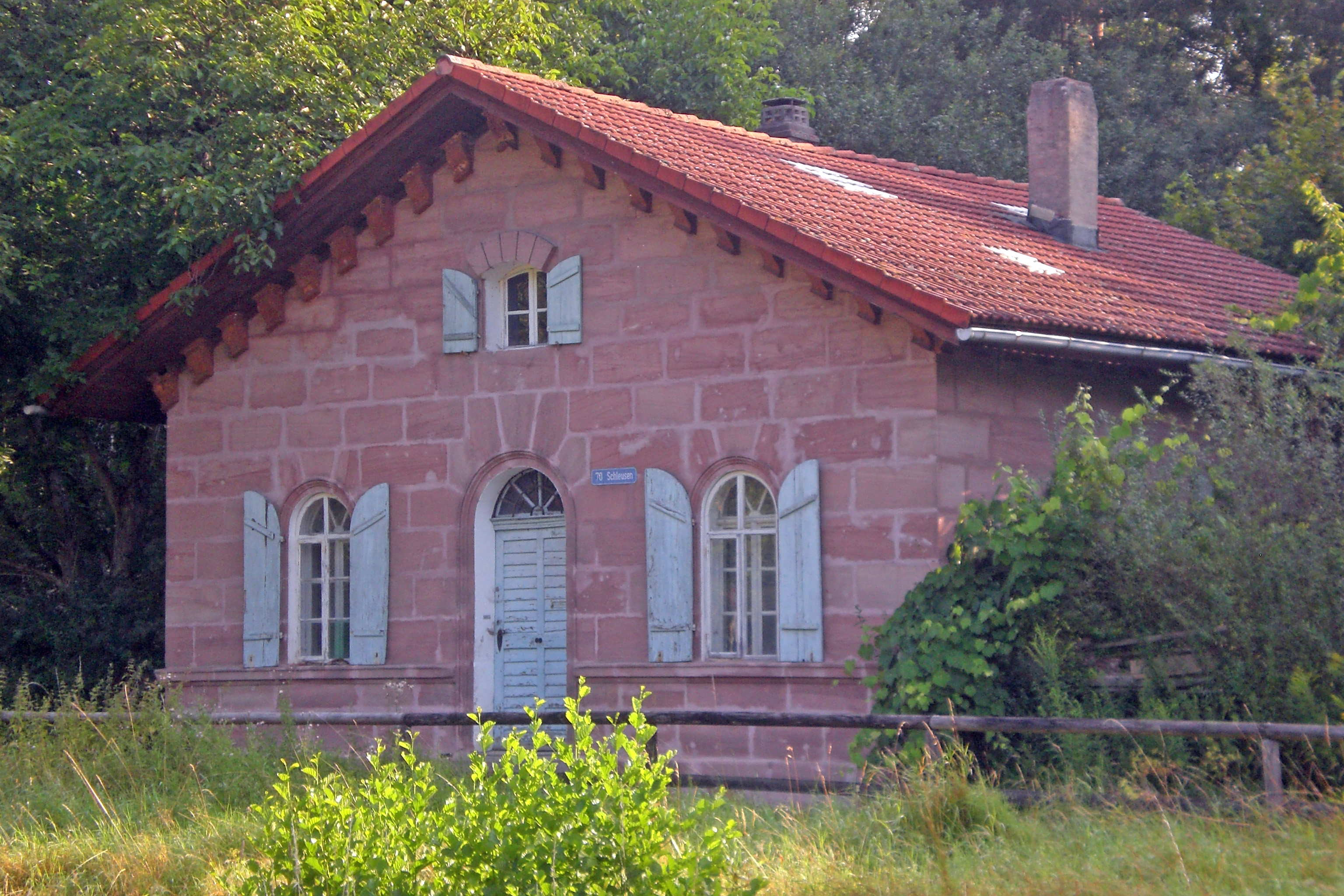
Schleusenwärterhaus Schleuse 70 in Nürnberg (2024)

Das Schleusenwärterhaus Schleuse 70 im Eibacher Forst von Nürnberg, einer mittelfränkischen Stadt in Bayern, wurde zwischen 1836 und 1845 errichtet. Das Schleusenwärterhaus ist ein geschütztes Baudenkmal.
Der eingeschossige Satteldach aus Rotsandsteinquadermauerwerk hat rundbogige Fenster und einen rundbogigen Eingang. Das Gebäude war Bestandteil des Ludwig-Donau-Main-Kanals. Insgesamt gab es 69 Schleusen- und Kanalwärterhäuser, die nach einem Musterplan gebaut worden waren. Nur noch wenige dieser Gebäude sind erhalten.

## Schleusenwärterhäuser am Ludwig-Donau-Main-Kanal
- Schleusenwärterhaus Mühlwörth 15 (Bamberg)
- Schleusenwärterhaus (Forchheim)
- Schleusenwärterhaus Schleuse 72 (Nürnberg)
- Schleusenwärterhaus (Pollanten)